# یاناموراس
یاناموراس (به اسپانیایی: Yanamauras) یک کوه در پرو است که در Peru, Arequipa Region واقع شده‌است. یاناموراس ۳٬۷۶۱ متر بالاتر از سطح دریا واقع شده‌است.